# Claudio Conde
Claudio Conde (¿1560? - d. de 1632) fue un aventurero y amigo de Lope de Vega, compañero de su juventud y vejez.
Lope lo estimó sobremanera, hasta el punto de considerarlo casi un hermano, según declara en la dedicatoria que le escribió de su comedia Querer la propia desdicha ("entre tantos príncipes, en tan numeroso ejército, generales, capitanes, galeones, armas, banderas, amigos y enemigos, fuimos siempre tenidos por hermanos"), en la Décima quinta parte de las comedias de Lope de Vega Carpio (Madrid: viuda de Alonso Martin, 1621). Claudio le ayudó a salir de la cárcel cuando fue castigado por sus libelos contra la familia de Elena Osorio (1585), y luego marchó al exilio con él a Valencia, donde Lope correspondió sacándolo de la prisión para nobles de las Torres de Serranos, al conseguir la intercesión del virrey, el I marqués de Aytona, Francisco de Moncada y Cardona. También juntos, "antes de los primeros bozos" marcharon los dos a Lisboa para embarcar en la Armada Invencible.
A él le dirigió, entre otros poemas, la importante epístola biográfica Égloga a Claudio (6 de mayo de 1632), donde recuerda el Fénix su juventud común al único amigo que le había quedado de esos días.